# 张仁蠡
张仁蠡（1900年—1951年），字范卿。清末重臣张之洞幼子（排行第十三）。

## 生平
早年就读于北京大学。后任职于中华民国北京政府教育部，1926年起，在河北历任永清县、霸县、丰润县、大城县等地县长。
1935年，任冀东防共自治政府民政厅长。1939年，任武汉特别市市长，后武汉特别市改为汉口特别市，仍任市长。担任武汉市长期间，对武汉的堤防维修从未停顿，不仅维修了张公堤，还新建大量堤垸，被称作小张公堤，还拓宽新建了汉口的一些道路。其对武汉的堤防安全和市政建设有一定贡献。1943年，任日本控制的天津特别市市长。
日本投降后，在北平被国民政府逮捕并被判处无期徒刑，两年后获释。1951年，在北京因反革命罪被中华人民共和国政府处死。

## 家庭
- 女：張厚粲，北京師範大學心理系教授、博士生導師。
- 子：張厚珹；
- 子：張厚珕，北京自来水集团工程师；
- 子：张厚玫，计算机工程师，在美国多年。